# Reichenau an der Rax
Reichenau an der Rax là một thị xã thuộc huyện Neunkirchen trong bang Niederösterreich.